# Aquilegia elegantula
La colombina roja occidental o Aquilegia elegantula es una especie de planta herbácea de la familia Ranunculaceae. 

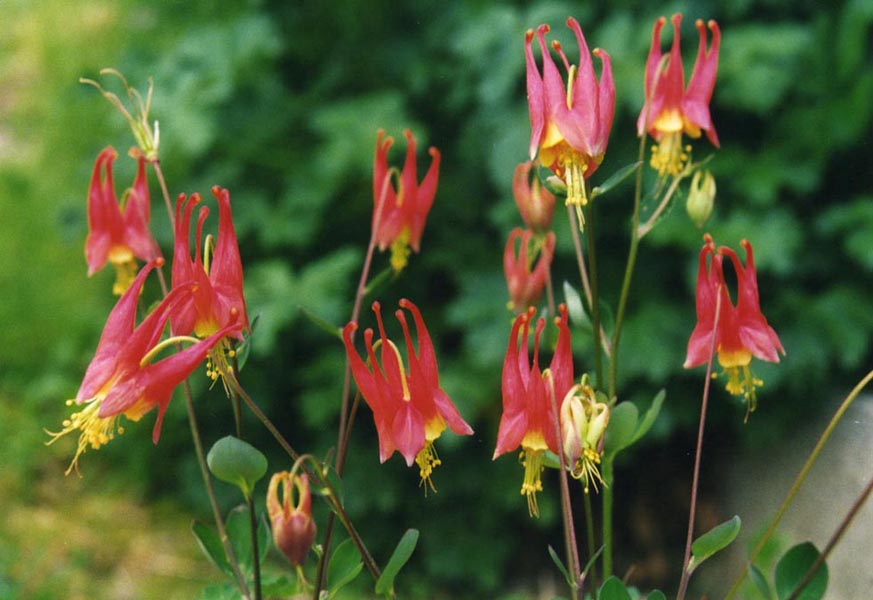
Vista de la planta en flor

## Distribución y hábitat
Es nativa del sudoeste de los Estados Unidos, y norte de México,  donde crece en  zonas húmedas de montaña en los bosques de coníferas.

## Descripción
Es una planta herbácea rizomatosa perennifolia que alcanza un tamaño de  10 a 60 centímetros de altura. Las láminas de las hojas son verdes y nacen en largos y delgados pecíolos y se dividen en tres foliolos en los que cada uno tiene lóbulos redondeados a lo largo de los bordes delanteros. La flor tiene cinco pétalos de hasta 3 centímetros de longitud,  de color rojo brillante en las estribaciones y de amarillo-verde o naranja en las puntas. Entre los pétalos  de forma ovalada, se encuentran  los sépalos , que son de color rojizo a color amarillento y se disponen en paralelo a los pétalos. Las flores a menudo laxas con la boca hacia el suelo y las espuelas apuntando hacia arriba, las flores son polinizadas por el colibrí Selasphorus platycercus.

## Taxonomía
Aquilegia elegantula, fue descrita  por Edward Lee Greene y publicado en Pittonia 4(20B): 14–15, en el año 1899.
Etimología
Ver: Aquilegia
elegantula: epíteto latino que significa "elegante".
Sinonimia
- Aquilegia canadensis var. fendleri Brühl[4]